# 巴尼亞瓊格烏帕齊拉
巴尼亞瓊格乌帕齐拉是孟加拉国霍比甘傑縣的一个乌帕齐拉，位於錫爾赫特专区的霍比甘傑縣。。

## 人口
據1991年孟加拉國人口普查，巴尼亞瓊格共有戶數39,816戶，人口235855人。其中男性佔比50.84%，女性佔比49.16%；成年人口115,151人。該地7歲以上人口之平均識字率為20.8%，低於全國平均值（32.4%）。